# Alphonse de Nussac
Alphonse de Nussac, né le 4 décembre 1858 au Bourg d'Hem (Creuse) et mort à Guéret (Creuse) le 9 avril 1940, est un photographe français du début du XXe siècle, spécialisé dans son département la Creuse.

## Biographie
Il est l'oncle de l'historien de la Corrèze et bibliothécaire du Museum d'histoire naturelle Louis de Nussac (1869-1951), l'arrière-grand-oncle des journalistes Sylvie et Patrice de Nussac (nés respectivement en 1932 et 1942), et l'arrière-grand-père de l'historien Paul Baquiast (né en 1964).
Son fonds photographique de 2 213 clichés consacrés à la Creuse et à Guéret a été acquis par le Conseil général de la Creuse en 2001. En cette occasion a été organisée par les archives départementales de la Creuse une exposition intitulée : À la découverte de la Creuse avec Alphonse de Nussac (1858-1940), photographe de Guéret.

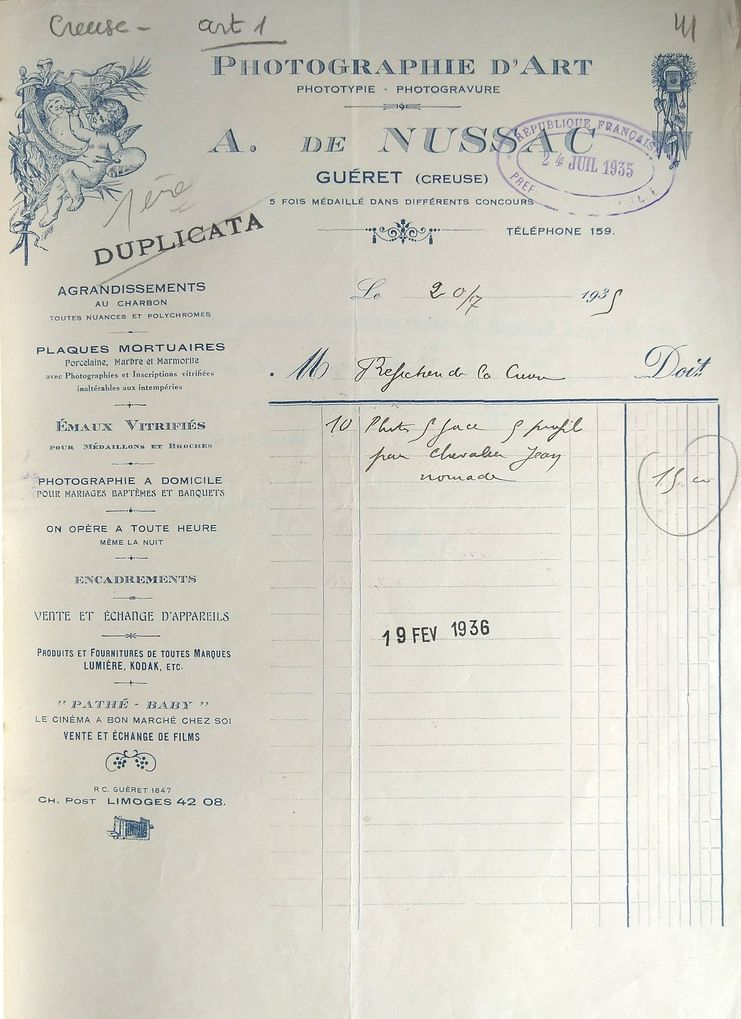
Papier à en-tête

Alphonse de Nussac fut longtemps le seul photographe installé en Creuse. Figurant parmi les premiers Creusois à disposer d'une automobile, il a pu photographier tous les recoins du département. Ses cartes postales constituent de ce fait un témoignage exceptionnel sur la Creuse de la Belle Époque. Il a autant photographié les paysages, l'attitude des habitants, les bâtiments remarquables, les activités économiques, l'héritage du passé que les ferments de la modernité.
Faisant figure de petit notable, il semble avoir été approché vers 1907-1909 par le caissier de la caisse d'épargne de Guéret, Baptiste Peignaud, pour intégrer la loge maçonnique « Les préjugés vaincus », à l'Orient de Guéret.